# Pitcairnia sceptriformis
Pitcairnia sceptriformis là một loài thực vật có hoa trong họ Bromeliaceae. Loài này được Mez miêu tả khoa học đầu tiên năm 1904.